# ミコワイ・ヒェロニム・シェニャフスキ

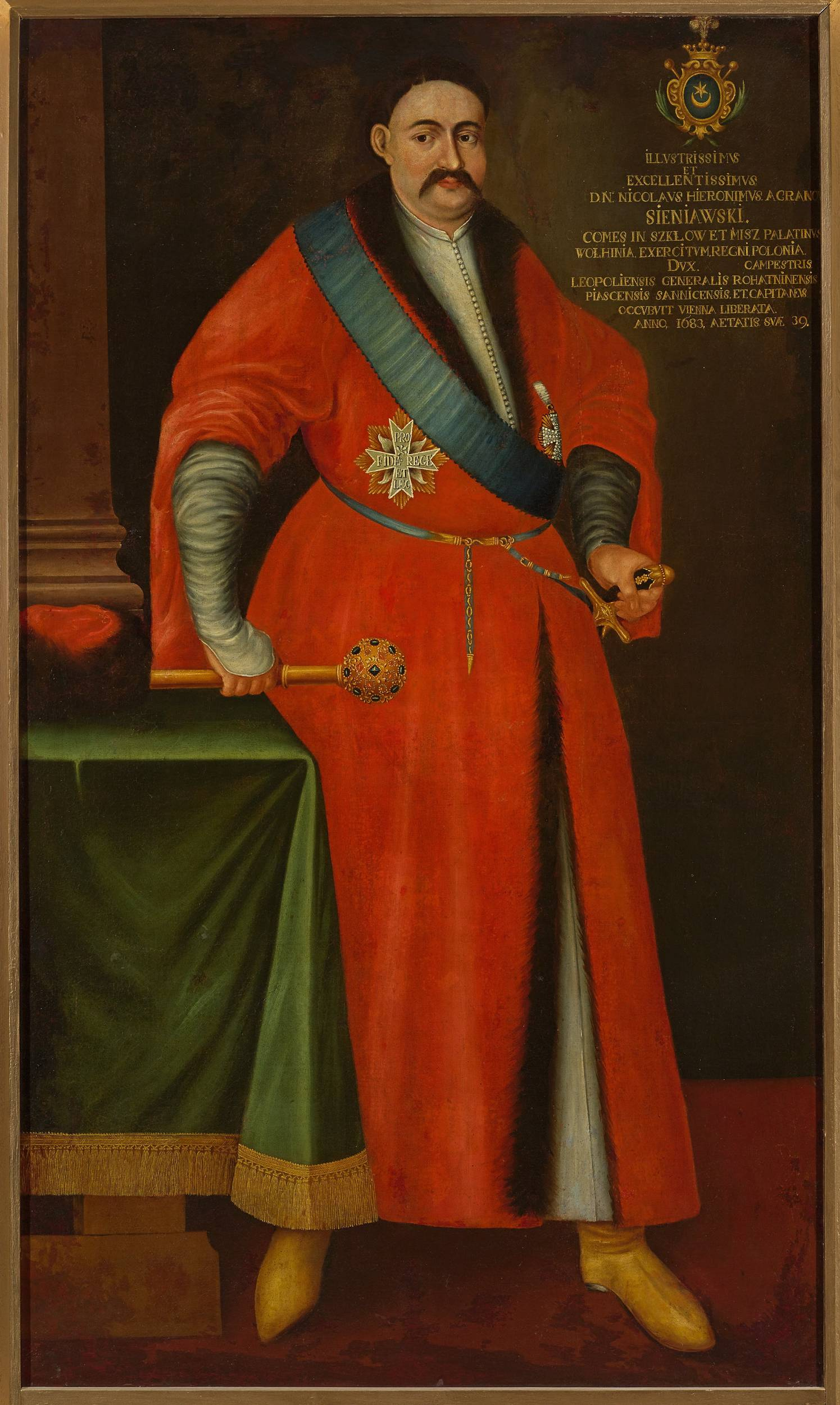
ミコワイ・ヒェロニム・シェニャフスキ

ミコワイ・ヒェロニム・シェニャフスキ（ポーランド語：Mikołaj Hieronim Sieniawski, 1645年 - 1683年12月15日）は、ポーランド・リトアニア共和国の貴族、軍事指導者。
リヴィウの代官アダム・ヒェロニム・シェニャフスキと、王冠領大ヘトマンのスタニスワフ・レヴェラ・ポトツキの娘ヴィクトリアとの間に生まれた。1662年、リトアニア宮内長官アレクサンデル・ラジヴィウ公の娘ツェツィリアと結婚した。1666年より王冠領近衛隊長（Strażnik wielki）、1668年より王冠領大旗手、1676年より王冠領宮内副長官、1679年よりリヴィウ代官およびヴォルィーニ県知事、1682年より王冠領野戦ヘトマンおよびラドム、ロハティン、ピャセチュノの代官をそれぞれ務めた。
シェニャフスキは共和国を未曾有の危機が襲っていたヤン2世カジミェシュの治世に、コサックおよびタタールとの戦いで有能な指揮官としての名声を得た。大旗手の地位にあった時、彼はヤン・ソビェスキ（ヤン3世）による1673年のホチム遠征に同行している。また1676年3月にクラクフで開催されたヤン3世の戴冠に際しての議会では、議長を務めている。1683年、息子のアダム・ミコワイ・シェニャフスキと共に第二次ウィーン包囲に参加したが、その年の暮に死去した。